# Anders Bardal
Anders Bardal (Levanger, 24 agosto 1982) è un ex saltatore con gli sci norvegese.

## Biografia

### Stagioni 2001-2008
In Coppa del Mondo debuttò il 3 febbraio 2001 a Willingen, in Germania, chiudendo al 28º posto. Prese parte ai XIX Giochi olimpici invernali di Salt Lake City 2002 (27° nel trampolino normale, 25° nel trampolino lungo, 9° nella gara a squadre).
Ottenne il primo podio in Coppa l'11 febbraio 2007 (2° nella gara a squadre di Willingen) e nello stesso anno vinse l'argento ai Mondiali di Sapporo, in Giappone, nella gara a squadre. Il 30 novembre successivo, a Kuusamo, conquistò la prima vittoria in Coppa, in una gara a squadre; a livello individuale colse il primo successo il 27 gennaio 2008 a Zakopane, in Polonia. L'anno successivo si aggiudicò il bronzo a squadre ai Mondiali di volo di Oberstdorf.

### Stagioni 2009-2011
Bissò l'argento iridato nella gara a squadre ai Mondiali di Liberec 2009 mentre l'anno seguente, sempre nella stessa competizione, salì sul gradino più basso del podio ai XXI Giochi olimpici invernali di Vancouver 2010; si piazzò inoltre 18° nel trampolino normale e 22° nel trampolino lungo.
Durante la stessa stagione incrementò il proprio palmarès con l'argento ai Mondiali di volo di Planica, anche in questo caso nella gara a squadre; ai Mondiali di Oslo 2011 vinse altre due medaglie d'argento, nelle due competizioni a squadre.

### Stagioni 2012-2015
Nella stagione 2012 si aggiudicò la Coppa del Mondo generale, mentre in quella seguente chiuse al secondo posto in Coppa e vinse, ai Mondiali della Val di Fiemme, l'oro nel trampolino normale.
Ai XXII Giochi olimpici invernali di Soči 2014 si classificò 3º nel trampolino normale, 16º nel trampolino lungo, 5º nella gara a squadre. Il mese successivo, ai Mondiali di volo di Harrachov, vinse l'argento nell'individuale.
Ai Mondiali di Falun 2015 vinse la medaglia d'oro nella gara a squadre dal trampolino lungo, la medaglia d'argento nella gara a squadre mista dal trampolino normale e si classificò 6º sia nel trampolino normale, sia nel trampolino lungo. Al termine della stagione annunciò il ritiro dalle competizioni.

## Palmarès

### Olimpiadi
- 2 medaglie:
  - 2 bronzi (gara a squadre a Vancouver 2010; trampolino normale a Soči 2014)

### Mondiali
- 7 medaglie:
  - 2 ori (trampolino normale a Val di Fiemme 2013; gare a squadre dal trampolino lungo a Falun 2015)
  - 5 argenti (gara a squadre a Sapporo 2007; gara a squadre a Liberec 2009; gare a squadre dal trampolino normale, gare a squadre dal trampolino lungo a Oslo 2011; gara a squadre mista dal trampolino normale a Falun 2015)

### Mondiali di volo con gli sci
- 3 medaglie:
  - 2 argenti (gara a squadre a Planica 2010; individuale a Harrachov 2014)
  - 1 bronzo (gara a squadre a Oberstdorf 2008)

### Mondiali juniores
- 1 medaglia:
  - 1 argento (gara a squadre a Štrbské Pleso 2000)

### Coppa del Mondo
- Vincitore della Coppa del Mondo nel 2012
- 61 podi (34 individuali, 27 a squadre):
  - 17 vittorie (7 individuali, 10 a squadre)
  - 23 secondi posti (13 individuali, 10 a squadre)
  - 21 terzi posti (14 individuali, 7 a squadre)

#### Coppa del Mondo - vittorie
| Data             | Località    | Nazione   | Trampolino                                                              |
| ---------------- | ----------- | --------- | ----------------------------------------------------------------------- |
| 30 novembre 2007 | Kuusamo     | Finlandia | Rukatunturi HS142 (con Bjørn Einar Romøren, Tom Hilde e Roar Ljøkelsøy) |
| 27 gennaio 2008  | Zakopane    | Polonia   | Wielka Krokiew HS134                                                    |
| 16 febbraio 2008 | Willingen   | Germania  | Mühlenkopf HS145 (con Bjørn Einar Romøren, Tom Hilde e Anders Jacobsen) |
| 15 marzo 2008    | Planica     | Slovenia  | Letalnica HS215 (con Tom Hilde, Anders Jacobsen e Bjørn Einar Romøren)  |
| 21 marzo 2009    | Planica     | Slovenia  | Letalnica HS215 (con Tom Hilde, Johan Remen Evensen e Anders Jacobsen)  |
| 6 marzo 2010     | Lahti       | Finlandia | Salpausselkä HS130 (con Roar Ljøkelsøy, Tom Hilde e Anders Jacobsen)    |
| 10 dicembre 2011 | Harrachov   | Rep. Ceca | Čerťák HS205 (con Tom Hilde, Bjørn Einar Romøren e Vegard Sklett)       |
| 17 dicembre 2011 | Engelberg   | Svizzera  | Gross-Titlis-Schanze HS137                                              |
| 15 gennaio 2012  | Tauplitz    | Austria   | Kulm HS200                                                              |
| 11 febbraio 2012 | Willingen   | Germania  | Mühlenkopf HS145 (con Anders Fannemel, Rune Velta e Vegard Sklett)      |
| 12 febbraio 2012 | Willingen   | Germania  | Mühlenkopf HS145                                                        |
| 23 novembre 2012 | Lillehammer | Norvegia  | Lysgårdsbakken HS100 (con Maren Lundby, Tom Hilde e Anette Sagen)       |
| 9 gennaio 2013   | Wisła       | Polonia   | Malinka HS134                                                           |
| 17 febbraio 2013 | Oberstdorf  | Germania  | Heini Klopfer HS213 (con Anders Jacobsen, Tom Hilde e Andreas Stjernen) |
| 19 gennaio 2014  | Zakopane    | Polonia   | Wielka Krokiew HS134                                                    |
| 7 marzo 2014     | Trondheim   | Norvegia  | Granåsen HS140                                                          |
| 7 marzo 2015     | Lahti       | Finlandia | Salpausselkä HS130 (con Anders Jacobsen, Anders Fannemel e Rune Velta)  |

#### Torneo dei quattro trampolini
- 5 podi di tappa[3]:
  - 3 secondi posti
  - 2 terzi posti

#### Nordic Tournament
- 2 podi di tappa[3]:
  - 1 secondo posto
  - 1 terzo posto

### Coppa Continentale
- Vincitore della Coppa Continentale nel 2005 e nel 2006
- 31 podi:
  - 14 vittorie
  - 4 secondi posti
  - 13 terzi posti

### Campionati norvegesi
- 16 medaglie[senza fonte]:
  - 5 ori (trampolino normale, trampolino lungo nel 2002; trampolino normale nel 2008; trampolino lungo nel 2009; trampolino normale nel 2011)[senza fonte]
  - 5 argenti[senza fonte]
  - 6 bronzi[senza fonte]